# Holzminden
Holzminden är en stad i Landkreis Holzminden i förbundslandet Niedersachsen i Tyskland.